# Clayton County (Iowa)

Verkehrszeichen

Das Clayton County ist ein County im US-amerikanischen Bundesstaat Iowa. Im Jahr 2020 hatte das County 17.043 Einwohner und eine Bevölkerungsdichte von 8,5 Einwohnern pro Quadratkilometer. Der Verwaltungssitz (County Seat) ist Elkader.

## Geografie
Das County liegt im Nordosten von Iowa, im Osten bildet der Mississippi River die natürliche Grenze zu Wisconsin. Das Clayton County hat eine Fläche von 2053 Quadratkilometern, wovon 36 Quadratkilometer Wasserfläche sind.
Am Ufer des Mississippis im County liegt ein Teil des einzigen National Monuments in Iowa: Effigy Mounds National Monument, ein archäologisches Schutzgebiet für künstliche Hügelstrukturen früher Indianer-Kulturen.
An das Clayton County grenzen folgende Nachbarcountys:
| Winneshiek County | Allamakee County                            | Crawford County (Wisconsin) |
| Fayette County    | Kompassrose, die auf Nachbargemeinden zeigt | Grant County (Wisconsin)    |
| Buchanan County   | Delaware County                             | Dubuque County              |

### Nationale Schutzgebiete
Das Clayton County hat jeweils Anteil an folgenden Schutzgebieten:
- Driftless Area National Wildlife Refuge
- Effigy Mounds National Monument
- Upper Mississippi River National Wildlife and Fish Refuge

## Geschichte

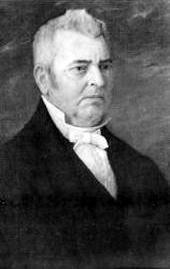
John Clayton

Das Clayton County wurde am 21. Dezember 1837 gebildet. Benannt wurde es nach John Middleton Clayton (1796–1856), einem langjährigen US-Senator, der von 1849 bis 1850 das Amt des Außenministers bekleidete.
Die ersten weißen Siedler kamen 1833 an das Nordufer des Turkey River, etwa 10 km vor seiner Mündung, in Höhe von Millville. Sie erbauten eine Fähre, um weiteren Siedlern die Flussüberquerung zu ermöglichen.

Der erste Sitz der Countyverwaltung war 1837 in Prairie La Porte, das 1847 in Guttenberg umbenannt wurde. Die erste County-Versammlung wurde 1838 in Graybill's Tavern abgehalten. Das erste Courthouse wurde 1840 erbaut. Ab 1843 war der County-Sitz in Jacksonville (später Garnavillo). Das zweite Courthouse wurde 1844 erbaut. 1856 wurde der County-Sitz für ein Jahr nach Elkader verlegt, bevor er bis 1860 wieder nach Guttenberg kam und wieder zurückverlegt wurde nach Elkader. Das heutige Clayton County Courthouse wurde 1887 fertiggestellt und aus behauenem Stein erbaut.

## Bevölkerung
Nach der Volkszählung im Jahr 2010 lebten im Clayton County 18.129 Menschen in 7615 Haushalten. Die Bevölkerungsdichte betrug 9 Einwohner pro Quadratkilometer. In den 7615 Haushalten lebten statistisch je 2,25 Personen.
Ethnisch betrachtet setzte sich die Bevölkerung zusammen aus 97,8 Prozent Weißen, 0,3 Prozent Afroamerikanern, 0,1 Prozent amerikanischen Ureinwohnern, 0,2 Prozent Asiaten sowie aus anderen ethnischen Gruppen; 0,8 Prozent stammten von zwei oder mehr Ethnien ab. Unabhängig von der ethnischen Zugehörigkeit waren 1,7 Prozent der Bevölkerung spanischer oder lateinamerikanischer Abstammung.
23,2 Prozent der Bevölkerung waren unter 18 Jahre alt, 57,5 Prozent waren zwischen 18 und 64 und 19,3 Prozent waren 65 Jahre oder älter. 49,9 Prozent der Bevölkerung war weiblich.

Das jährliche Durchschnittseinkommen eines Haushalts lag bei 43.387 USD. Das Prokopfeinkommen betrug 22.101 USD. 11,3 Prozent der Einwohner lebten unterhalb der Armutsgrenze.

## Ortschaften im Clayton County
Citys
- Clayton
- Edgewood 1
- Elkader
- Farmersburg
- Garber
- Garnavillo
- Guttenberg
- Luana
- Marquette
- McGregor
- Millville
- Monona
- North Buena Vista
- Osterdock
- Postville 2
- St. Olaf
- Strawberry Point
- Volga

Unincorporated Communities
- Beulah
- Ceres
- Clayton Center
- Communia
- Eckards
- Elkport
- Froelich
- Giard
- Gunder
- Hardin
- Highland
- Littleport
- McGregor Heights
- Mederville
- Motor
- Osborne
- Saint Sebald
- Thomasville
- Turkey River
- Updegraff
- Watson
- Wood

## Gliederung
Das Clayton County ist in 22 Townships eingeteilt:
| Township              | Einw. (2010) | FIPS     |
| --------------------- | ------------ | -------- |
| Boardman Township     | 1684         | 19-90291 |
| Buena Vista Township  | 289          | 19-90378 |
| Cass Township         | 1689         | 19-90498 |
| Clayton Township      | 245          | 19-90705 |
| Cox Creek Township    | 380          | 19-90843 |
| Elk Township          | 695          | 19-91176 |
| Farmersburg Township  | 561          | 19-91311 |
| Garnavillo Township   | 1012         | 19-91542 |
| Giard Township        | 376          | 19-91566 |
| Grand Meadow Township | 622          | 19-91605 |
| Highland Township     | 216          | 19-91929 |

| Township           | Einw. (2010) | FIPS     |
| ------------------ | ------------ | -------- |
| Jefferson Township | 2624         | 19-92214 |
| Lodomillo Township | 708          | 19-92685 |
| Mallory Township   | 391          | 19-92808 |
| Marion Township    | 347          | 19-92841 |
| Mendon Township    | 1888         | 19-92913 |
| Millville Township | 482          | 19-92943 |
| Monona Township    | 2225         | 19-92961 |
| Read Township      | 331          | 19-93543 |
| Sperry Township    | 485          | 19-93957 |
| Volga Township     | 489          | 19-94374 |
| Wagner Township    | 390          | 19-94380 |

| Grand Meadow Monona Giard Men- don Clay- ton Jefferson Buena Vista Millville Mallory Elk Lodo- millo Cass Sperry Highland Marion Wagner Farmers- burg Garna- villo Volga Cox Creek Board- man Read |